# Богородская волость (Верейский уезд)
Богородская волость — нижняя единица административно-территориального деления (волость) в составе Верейского уезда Московской губернии. Существовала до 1922 года. Центром волости было село Богородское. Территория волости после административно-территориальной реформы 1923—1929 годов, когда уездно-волостное деление было заменено районным, в советские и постсоветские годы входила в Можайский, Наро-Фоминский и Рузский районы Московской области. В ходе преобразований последующей реформы территория волости входит: в   административно-территориальные единицы город областного подчинения Руза с административной территорией (с 2017 года), город областного подчинения Можайск с административной территорией (с 2018 года), город областного подчинения Наро-Фоминск с административной территорией (с 2017 года).

## История
27 февраля 1922 года Верейский уезд был включён в состав Можайского уезда. Одновременно с этим была упразднена и Богородская волость — она вошла в состав новой Верейской волости.

## Состав

### Населенные пункты
На 1905 год

### Сельсоветы
- Богородское — волостной центр
- Годуново
- Грачево (не существует)[2]
- Денисьево
- Ершовка (ныне квартал в составе Вереи)
- Златоустово
- Золотьково
- Лунинка
- Мерчалово
- Митинки (ныне Митинка)
- Моденово
- Монаково
- Палачево (Полачево) (не существует)[3]
- Пушкино
- Таганово
- Шаликово

По данным 1919 года в Богородской волости было 27 сельсоветов: Богородский, Годуновский, Грачевский, Денисьевский, Ершовский, Златоустовский, Золотьковский, Ильятинский, Лунинский, Мергаловский, Митинский, Моденовский, Монаковский, Николаевский, Ново-Андреевский, Ново-Ивановский, Ново-Михайловский, Ново-Никольский, Ново-Павловский, Ново-Тучковский, Палачевский, Петропавловский, Пушкарский, Пушкинский, Рождественский, Тагановский, Шаликовский.
В 1921 году Денисьевский с/с был присоединён к Палачевскому; Ершовский — к Монаковскому; Золотьковский — к Мергаловскому; Ильятинский — к Златоустовскому; Лунинский и Митинский — к Грачевскому; Николаевский, Ново-Андреевский, Ново-Тучковский и Петропавловский — к Ново-Ивановскому; Ново-Михайловский — к Ново-Никольскому; Пушкарский — к Ново-Павловскому; Рождественский — к Годуновскому; Тагановский — к Богородскому.